# Alfred Defuisseaux
Pour les articles homonymes, voir Defuisseaux.
Alfred Defuisseaux, né à Mons le 9 décembre 1843 et mort à Nimy le 11 novembre 1901, est un avocat, écrivain, journaliste, homme politique socialiste et républicain belge. C'est principalement à sa lutte pour le suffrage universel que l'on doit l'instauration de ce mode de scrutin en Belgique à partir de 1893.

## Biographie

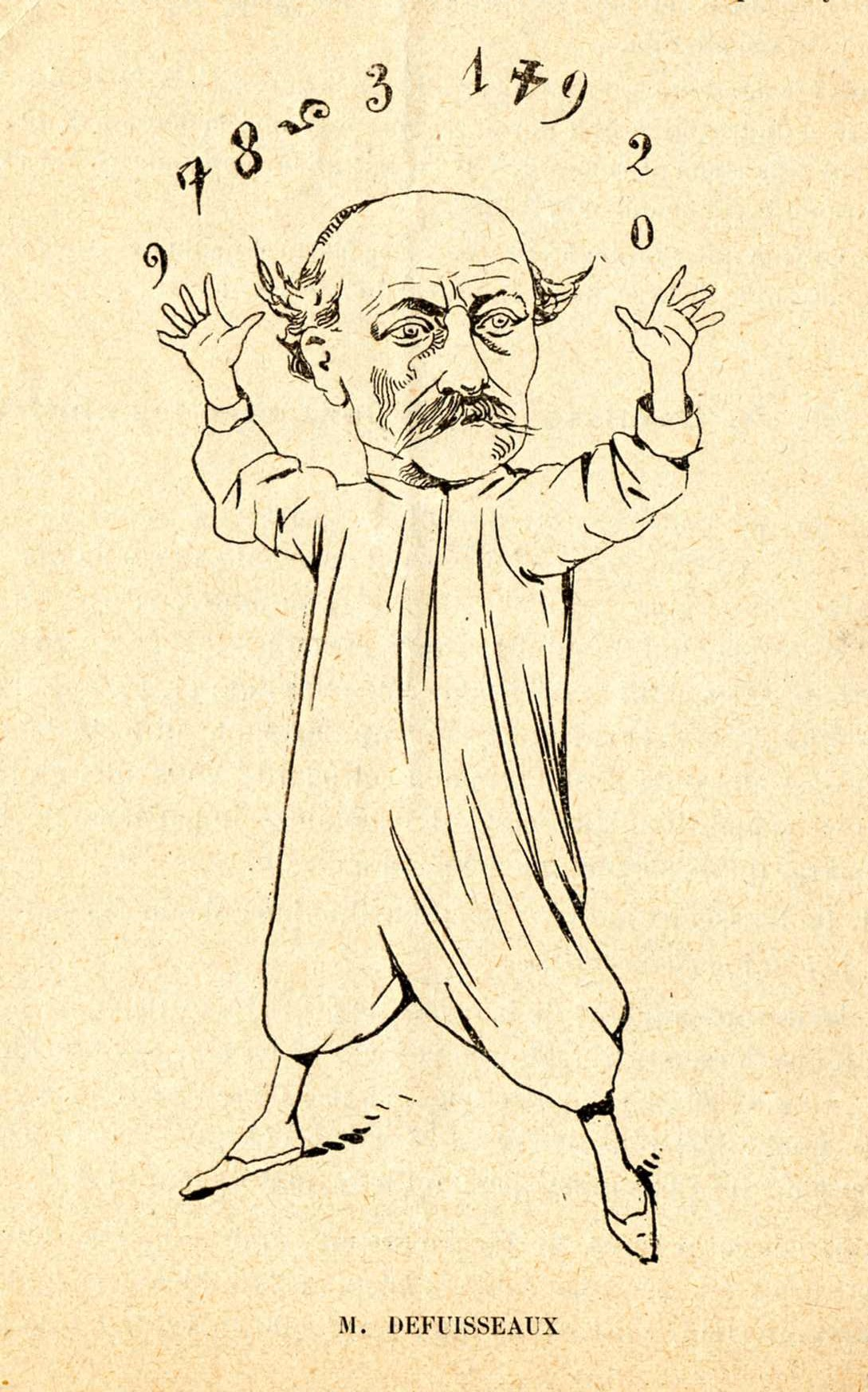
Alfred Defuisseaux jonglant avec les chiffres des statistiques d'accident du travail, en tenue de Pantalon. Illustration d'un débat parlementaire. Caricature du Petit Belge. Vers 1897.

Alfred Eloi Nicolas Defuisseaux, né à Mons le 9 décembre 1843, est le fils de Nicolas Defuisseaux, juriste se consacrant à des activités industrielles et ayant représenté l'arrondissement de Mons en tant que sénateur libéral (1852-1854) et d'Antoinette Messine. Il était marié à Blanche Halbrecq. Alfred Defuisseaux a été, comme son frère Léon, fort influencé par les idées progressistes de Paul Janson, le père de Paul-Émile Janson (1872-1944), une autre personnalité politique libérale belge.
Il fait ses études secondaires au Collège Sainte-Barbe à Paris. Après celles-ci, il étudie à l'École des arts et manufactures de l'Université de Liège puis le droit à l'Université libre de Bruxelles. Au cours de ses études en 1865, il fait déjà campagne en faveur du droit du suffrage universel. En 1868, il est diplômé docteur en droit et s'inscrit comme avocat au barreau de Mons. Il y défend notamment la cause des familles de mineurs victimes d'un coup de grisou ayant fait 44 victimes au charbonnage d'Hornu et de Wasmes. Il devient ainsi très populaire auprès des mineurs. En effet, pour la première fois dans l'histoire sociale belge, il obtient l'indemnisation de ces familles par les sociétés charbonnières.
Il est un des fondateurs, en 1885, du Parti ouvrier belge. Partisan de l'instauration de la république et de la grève générale, cet indiscipliné est exclu du parti ouvrier belge en avril 1887. C'est autour de lui que se crée en 1887 le Parti socialiste républicain (PSR), qui peut être considéré comme une dissidence wallonne du POB à cause de la surévaluation de la représentation des ouvriers flamands au congrès de Dampremy. À la suite de l'échec de la grève générale de 1888 et du Procès du grand complot, les dissidents du PSR retourneront au sein du POB en 1889.
En mars 1886, des grèves et des émeutes de la misère éclatent dans les bassins industriels de Liège et Charleroi. Alfred Defuisseaux est poursuivi en justice notamment pour les thèses avant-gardistes véhiculées dans le Catéchisme du Peuple, ouvrage ayant pour objet de faire l'éducation du Peuple face aux classes dirigeantes et à l'État. Dans cet ouvrage, il revendique également l'instauration du suffrage universel. Il est jugé moralement responsable des événements s'étant déroulés dans la région de Charleroi et condamné à deux fois six mois de détention. Avec l'aide de Jean Volders, il parvient à quitter le tribunal avant le prononcé de sa peine. Il quitte le pays en catimini et s'installe au Raincy près de Paris et à Nice en France où il réside chez son frère Léon Defuisseaux. Pendant sa période d'exil, il est condamné par contumace à des peines de prison par plusieurs juridictions belges.
Entretemps, les réformes du droit du travail, du règlement d'atelier, la réparation des accidents du travail sont votées par des députés catholiques, avant même que des députés socialistes ne siègent au parlement. C'est le ministre de l'Industrie et du Travail Nyssens, d'obédience catholique, qui promulgue ces réformes en avril 1893. Cette révision établit un système mixte, le vote plural, qui instaure un suffrage universel masculin et inégal. Désormais, tous les hommes de plus de 25 ans votent et, pour la première fois, des représentants des ouvriers auront leurs élus au parlement. La réforme de 1893 rend aussi le vote obligatoire.
Alfred Defuisseaux revient en Belgique en août 1894 pour se constituer prisonnier. En octobre de la même année, il est élu député socialiste de l'arrondissement de Mons à la Chambre des représentants aux premières élections au suffrage universel. Cette élection lui permet d'être libéré et de siéger à la Chambre des représentants. En octobre 1895, il est définitivement acquitté des précédentes condamnations par la Cour d'assises du Hainaut.
En 1898 et en 1900, il est réélu et siège dans les rangs socialistes à la Chambre des représentants jusqu'à son décès en 1901. Il était également conseiller communal de Frameries, 
Écrivain et pamphlétaire, Alfred Defuisseaux est principalement connu comme de l'auteur du Catéchisme du Peuple (rédigé en mars 1886 à la demande du POB). Cet ouvrage, diffusé à plus de 300 000 exemplaires en quelques semaines, contribue largement au succès des manifestations pour le suffrage universel, qui culminent dans la grève générale et la révision constitutionnelle de 1893. Il a écrit d'autres ouvrages sur la condition ouvrière et a collaboré à de nombreux journaux : En avant le combat, Le National, La République Belge, Le Travail, Le Cri du Peuple, Le Peuple, Le Journal de Charleroi et le Suffrage universel. Il est l'un des fondateurs de la SA de la presse démocrate socialiste de Charleroi.
Il meurt à Nimy le 11 novembre 1901 des suites de la tuberculose qu'il avait contracté lors de son exil parisien. Ses funérailles ont lieu à Pâturages et il est enterré dans le cimetière de cette localité.

## Publications
- Le Catéchisme du Peuple, Bruxelles : Administration du Peuple, 1886 (consulter le texte intégral sur Wikisource  (Wikisource)).
- Mes procès, Bruxelles, 1886
- Deuxième Catéchisme du Peuple, Bruxelles, 1886.
- Le Catéchisme de la femme du peuple, Wasmes, 1890.
- Femme de l'ouvrier.
- Contes moraux à l'usage du Peuple.
- Journée de huit heures pour les mines.
- Pensions des vieux houilleurs.
- Accidents.
- Scopit, roman.
- Terre et liberté.

## Hommages
De nombreuses chaussées portent le nom d'Alfred Defuisseaux en Wallonie témoignant de l'attachement de la population ouvrière à sa personne : à Binche, Boussu, Charleroi, Dour, Frameries, Grâce-Berleur, Grâce-Hollogne, Herstal, Ans, La Louvière, Loncin, Marcinelle, Quaregnon, Soumagne, Trivières, Blaimont et Wasmes.
Le 11 juin 1905, est inauguré à Frameries un monument à sa mémoire, œuvre du sculpteur Paul Du Bois.